# Анте Келава
Анте Келава Зоро (Добро, код Ливна, 16. октобар 1916 — Билећа, 16. новембар 1943), учесник Народноослободилачке борбе и народни херој Југославије.

## Биографија
Рођен је 16. октобра 1916. године у селу Добро код Ливна. Потицао је из сиромашне земљорадничке породици, а пошто му је отац Иво страдао, рано је осетио тежину сиромаштва. Пар година након завршене основне школе, морао је да се запосли као сезонски грађевински радник. Као млади радник, половином 1930-их година, приљкучио се револуционарном радничком покрету, који је постојао тих година у Ливну и био под руководством Месног комитета КПЈ. Овај комитет организовао је радничке штрајкове, али и политички деловао на селу, па је непосредно пред почетак Другог светског рата, у Антином селу била формирана партијска организација.
Као хранитељ породице, Анте је на одслужење војног рока у Југословенску војску отишао непосредно пред почетак рат, а ту га је затекао и почетак Априлског рата, 1941. године. Након брзе капитулације, вратио се у родни крај и запослио се као шумар у Фратарском гају на Горици. Након избијања устанка, Анте је као симпатизер Комунистичке партије Југославије (КПЈ), радио на одржавању везе између партизанског одреда на Цинцару и села испод Тушнице.
У рано пролеће 1942. године отишао је у партизане и постао први митраљезац у партизанском батаљону „Војин Зиројевић”. Као митраљезац се истицао великом храброшћу. Учествовао је у многим борбама вођеним на Ливну, Гламочу, Купресу, Дувну, Прозору и др. Са својим батаљоном, се нарочито истакао и борби против четника у селу Видимлије, 14. јуна 1942. године, када су јаке четничке снаге опколиле партизане и присилиле их да се повлаче уз велике губитке. Анте је тада својим митраљезом успешно штитио одступницу партизанских бораца. За исказано јунаштво у овој борби, био је примљен у чланство КП Југославије.
Августа 1942. године је заједно са пролетерским бригадама учествовао у борбама за ослобођење Ливна. У батаљону „Војин Зиројевић” остао је до почетка новембра исте године, када је, одлуком Врховног штаба НОВ и ПОЈ, овај батаљон ушао у састав Десете херцеговачке ударне бригаде, као њен Пети батаљон. Најпре је био водник, потом командир чете и на крају командир пратећег одељења у батаљону. Као митраљезац, Анте се истицао и у каснијим борбама, током Четврте и Пете непријатељске офанзиве, а током битке на Сутјесци нарочито се истакао на положајима Стабно-Смрековац, и на коси Крвава брда на Волујаку. Ту је у стрељачком строју са својим одељењем јуришао на Немце, сломивши њихов први напад, чиме је омогућено извлачење и покрет јединица које су туда пролазиле. После Пете офанзиве, био је постављен за команданта Петог батаљона у Десетој херцеговачкој бригади.
Велику храброст исказао је и у последњој борби у којој је учествовао. Била је то борба против четника код Билеће, 16. новембра 1943. године, када су бројније четничке снаге изненада напале положај Петог батаљона. Да би одржао положаје, Анте се одлучио да с делом батаљона пређе у напад. У неколико јуриша и противјуриша, уз велике губитке, био је рањен. Прихватио га је политички комесар његовог батаљона и покушао да га изнесе на превијање, али га је на леђима комесара смртно погодило непријатељски метак.
Указом председника Федеративне Народне Републике Југославије Јосипа Броза Тита, 27. новембра 1953. године, проглашен је за народног хероја.